# El Biod
El Biod (în arabă البيوض) este o comună din provincia Naâma, Algeria.
Populația comunei este de 12.074 de locuitori (2008).